# FK Dobřejovice
FK Dobřejovice je fotbalový klub s více než stoletou tradicí sídlící ve stejnojmenných Dobřejovicích ve Středočeském kraji.

## Historie klubu
První tým fotbalových nadšenců v Dobřejovicích vznikl v roce 1923, ovšem až v roce 1933 bylo mužstvo zařazeno do soutěže středočeské fotbalové župy. Prakticky celou polovinu století hrál tento klub jen 3. třídu. Výjimkou bylo krátké období po druhé světové válce, kdy klub poprvé dostal do 2. třídy (tj. obdoby dnešního okresního přeboru). V průběhu 60. let se klub mj. v důsledku nízkého zájmu v obci o fotbal na nějaký čas rozpadl. V roce 1983 se mužstvu Dobřejovic opět podařilo postoupit do okresního přeboru. A mužstvo v tomto čase trénoval bývalý fotbalový reprezentant Jan Jarkovský. .
V devadesátých letech minulého století (konkrétně r. 1993) A mužstvo postoupilo do Krajského přeboru (pod vedením trenéra Zdeňka Andrlíka), což byl největší fotbalový úspěch v historii dobřejovického fotbalu. V druhé polovině 90. let A tým dokonce několik sezón usiloval o postup do divize (pod vedením trenérů pana Jaroslava Šimka a Miroslava Kocúra), když se pravidelně pohyboval na 4.–5. místě žebříčku. V sezoně 1999–2000 však došlo nejdříve k sestupu z krajského přeboru, po němž následovalo období stagnace a dokonce i pád do ještě nižších pater fotbalu (tj. až do III. třídy okresu Praha-Východ). Od sezóny 2018–2019 pak hrál klub okresní přebor, kde se pohyboval ve středu tabulky. V období pandemie covidu-19, kdy neprobíhaly nižší fotbalové soutěže, se FK Dobřejovice zapojil do Covid Cup 2021.

## Současnost klubu
V roce 2022 došlo ke sloučení FK Dobřejovice s klubem Junior Dobřejovice, čímž se součástí klubu stala i mládež. V sezóně 2023/2024 se dobřejovické Áčko stalo vítězem okresního přeboru a po dlouhém období tak mužstvo postoupilo do krajské soutěže. FK Dobřejovice má i B tým, který se v sezóně 2023/2024 umístil 4.B třídě na 2. místě. Kromě mládežnických týmů, které v sezóně 2023–1924 zaznamenaly na okresní úrovni velmi slušných výsledků, klub aktuálně disponuje i ženským týmem.